# Ortoplex
|                         |                         |
| 2 dimensiuni pătrat     | 3 dimensiuni octaedru   |
|                         |                         |
| 4 dimensiuni 4-ortoplex | 5 dimensiuni 5-ortoplex |

În geometrie, un ortoplex (plural ortoplexuri), hiperoctaedru sau cocub este un politop regulat, convex n-dimensional. Un ortoplex 2-dimensional este un pătrat, un ortoplex 3-dimensional este un octaedru regulat, iar un ortoplex 4-dimensional este un 4-ortoplex (sau 16-celule). Fațetele sunt simplexuri în dimensiunea imediat inferioară, în timp ce figurile vârfurilor sunt alte ortoplexuri, din dimensiunile anterioare.
Vârfurile unui ortoplex pot fi alese ca versori orientați de-a lungul fiecărei axe de coordonate, adică toate permutările a (±1, 0, 0, …, 0). Ortoplexul este anvelopa convexă a vârfurilor. Ortoplexul n-dimensional poate fi definit de asemenea ca o Sferă unitate (sau, după unii autori doar frontierele sale) în spații normate în Rn:
{\displaystyle \{x\in \mathbb {R} ^{n}:\|x\|_{1}\leq 1\}.}
Într-o singură dimensiune ortoplexul este un simplu segment [−1, +1], în două dimensiuni este un pătrat (sau romb) cu vârfurile {(±1, 0), (0, ±1)}. În trei dimensiuni este un octaedru — unul din cele cinci corpuri poliedre regulate convexe. Seria poate fi generalizată în dimensiuni suplimentare printr-un n-ortoplex construit ca o n-piramidă dublă având baza un (n−1)-ortoplex.
Ortoplexul este politopul dual al hipercubului. 1-scheletul unui ortoplex n-dimensional este un graf Turán⁠(d) T(2n,n).

## În 4 dimensiuni
Ortoplexul 4-dimensional este numit și 16-celule. Este unul dintre cele șase 4-politopuri convexe⁠(d) regulate. Aceste 4-politopuri au fost descrise pentru prima dată de Ludwig Schläfli la mijlocul secolului al XIX-lea.

## În dimensiuni superioare
Familia ortoplexurilor este una din cele trei familii de politopuri regulate, notate de H.S.M. Coxeter cu βn, celelalte două fiind simplexurile, notate de el cu αn, și hipercuburile, notate de el cu γn. A patra familie, fagurii hipercubici a fost notată de el cu δn.
Ortoplexul n-dimensional are 2n vârfuri, and 2n fețe (componente n–1 dimensionale) toate fiind n–1 simplexuri. figurile vârfurilor sunt toate (n−1)- ortoplexuri. Simbolurile Schläfli ale ortoplexurilor sunt {3,3,...,3,4}. 
Unghiurile diedre ale unui ortoplex n-dimensional este {\displaystyle \delta _{n}=\arccos \left({\frac {2-n}{n}}\right)}. Asta dă: δ2 = arccos(0/2) = 90°, δ3 = arccos(-1/3) = 109.47°, δ4 = arccos(-2/4) = 120°, δ5 = arccos(-3/5) = 126.87°, ... δ∞ = arccos(-1) = 180°.
Volumul unui ortoplex n-dimensional este
{\displaystyle {\frac {2^{n}}{n!}}.}
Pentru fiecare pereche de vârfuri care nu sunt opuse există o latură care le unește. Mai general, orice mulțime de vârfuri k+1 ortogonale corespunde unui component distinct k-dimensional care le conține. Numărul componentelor k-dimensionale (vârfuri, laturi, fețe, ..., fațete) dintr-un ortoplex n-dimensional este dat de (v. coeficient binomial):
{\displaystyle 2^{k+1}{n \choose {k+1}}}
Sunt posibile mai multe proiecții ortogonale care prezintă ortoplexurile sub formă de grafuri 2-dimensionale. Poligoanele Petrie proiectează punctele într-un 2n-gon regulat sau în alte poligoane regulate de ordin inferior. O a doua proiecție ia 2(n−1)- gonul Petrie de dimensiunea inferioară, a se vedea bipiramida, proiectată în direcția axei, cu cele două vârfuri plasate în centru.
| n   | βn k11  | Nume Graf            | Graf 2n-gon | Simbol Schläfli              | Diagramă Coxeter-Dynkin | 0-fețe Vârfuri                                                                  | 1-fețe Laturi                                                                   | 2-fețe Fețe                                                                     | 3-fețe Celule                                                                   | 4-fețe                                                                          | 5-fețe                                                                          | 6-fețe                                                                          | 7-fețe                                                                          | 8-fețe                                                                          | 9-fețe                                                                          | 10-fețe                                                                         |
| --- | ------- | -------------------- | ----------- | ---------------------------- | ----------------------- | ------------------------------------------------------------------------------- | ------------------------------------------------------------------------------- | ------------------------------------------------------------------------------- | ------------------------------------------------------------------------------- | ------------------------------------------------------------------------------- | ------------------------------------------------------------------------------- | ------------------------------------------------------------------------------- | ------------------------------------------------------------------------------- | ------------------------------------------------------------------------------- | ------------------------------------------------------------------------------- | ------------------------------------------------------------------------------- |
| 0   | β0      | Punct 0-ortoplex     | .           | ( )                          | ·                       | 1                                                                               |                                                                                 |                                                                                 |                                                                                 |                                                                                 |                                                                                 |                                                                                 |                                                                                 |                                                                                 |                                                                                 |                                                                                 |
| 1   | β1      | Segment 1-ortoplex   |             | { }                          | ·                       | 2                                                                               | 1                                                                               |                                                                                 |                                                                                 |                                                                                 |                                                                                 |                                                                                 |                                                                                 |                                                                                 |                                                                                 |                                                                                 |
| 2   | β2 −111 | Pătrat 2-ortoplex    |             | {4} 2{ } = { }+{ }           | ·                       | 4                                                                               | 4                                                                               | 1                                                                               |                                                                                 |                                                                                 |                                                                                 |                                                                                 |                                                                                 |                                                                                 |                                                                                 |                                                                                 |
| 3   | β3 011  | octaedru 3-ortoplex  |             | {3,4} {31,1} 3{ }            | ·                       | 6                                                                               | 12                                                                              | 8                                                                               | 1                                                                               |                                                                                 |                                                                                 |                                                                                 |                                                                                 |                                                                                 |                                                                                 |                                                                                 |
| 4   | β4 111  | 16-celule 4-ortoplex |             | {3,3,4} {3,31,1} 4{ }        | ·                       | 8                                                                               | 24                                                                              | 32                                                                              | 16                                                                              | 1                                                                               |                                                                                 |                                                                                 |                                                                                 |                                                                                 |                                                                                 |                                                                                 |
| 5   | β5 211  | 5-ortoplex           |             | {33,4} {3,3,31,1} 5{ }       | ·                       | 10                                                                              | 40                                                                              | 80                                                                              | 80                                                                              | 32                                                                              | 1                                                                               |                                                                                 |                                                                                 |                                                                                 |                                                                                 |                                                                                 |
| 6   | β6 311  | 6-ortoplex           |             | {34,4} {33,31,1} 6{ }        | ·                       | 12                                                                              | 60                                                                              | 160                                                                             | 240                                                                             | 192                                                                             | 64                                                                              | 1                                                                               |                                                                                 |                                                                                 |                                                                                 |                                                                                 |
| 7   | β7 411  | 7-ortoplex           |             | {35,4} {34,31,1} 7{ }        | ·                       | 14                                                                              | 84                                                                              | 280                                                                             | 560                                                                             | 672                                                                             | 448                                                                             | 128                                                                             | 1                                                                               |                                                                                 |                                                                                 |                                                                                 |
| 8   | β8 511  | 8-ortoplex           |             | {36,4} {35,31,1} 8{ }        | ·                       | 16                                                                              | 112                                                                             | 448                                                                             | 1120                                                                            | 1792                                                                            | 1792                                                                            | 1024                                                                            | 256                                                                             | 1                                                                               |                                                                                 |                                                                                 |
| 9   | β9 611  | 9-ortoplex           |             | {37,4} {36,31,1} 9{ }        | ·                       | 18                                                                              | 144                                                                             | 672                                                                             | 2016                                                                            | 4032                                                                            | 5376                                                                            | 4608                                                                            | 2304                                                                            | 512                                                                             | 1                                                                               |                                                                                 |
| 10  | β10 711 | 10-ortoplex          |             | {38,4} {37,31,1} 10{ }       | ·                       | 20                                                                              | 180                                                                             | 960                                                                             | 3360                                                                            | 8064                                                                            | 13440                                                                           | 15360                                                                           | 11520                                                                           | 5120                                                                            | 1024                                                                            | 1                                                                               |
| ... |         |                      |             |                              |                         |                                                                                 |                                                                                 |                                                                                 |                                                                                 |                                                                                 |                                                                                 |                                                                                 |                                                                                 |                                                                                 |                                                                                 |                                                                                 |
| n   | βn k11  | n-ortoplex           |             | {3n − 2,4} {3n − 3,31,1} n{} | ... · ... · ...         | 2n 0-fețe, ... {\displaystyle 2^{k+1}{n \choose k+1}} k-fețe ..., 2n (n−1)-fețe | 2n 0-fețe, ... {\displaystyle 2^{k+1}{n \choose k+1}} k-fețe ..., 2n (n−1)-fețe | 2n 0-fețe, ... {\displaystyle 2^{k+1}{n \choose k+1}} k-fețe ..., 2n (n−1)-fețe | 2n 0-fețe, ... {\displaystyle 2^{k+1}{n \choose k+1}} k-fețe ..., 2n (n−1)-fețe | 2n 0-fețe, ... {\displaystyle 2^{k+1}{n \choose k+1}} k-fețe ..., 2n (n−1)-fețe | 2n 0-fețe, ... {\displaystyle 2^{k+1}{n \choose k+1}} k-fețe ..., 2n (n−1)-fețe | 2n 0-fețe, ... {\displaystyle 2^{k+1}{n \choose k+1}} k-fețe ..., 2n (n−1)-fețe | 2n 0-fețe, ... {\displaystyle 2^{k+1}{n \choose k+1}} k-fețe ..., 2n (n−1)-fețe | 2n 0-fețe, ... {\displaystyle 2^{k+1}{n \choose k+1}} k-fețe ..., 2n (n−1)-fețe | 2n 0-fețe, ... {\displaystyle 2^{k+1}{n \choose k+1}} k-fețe ..., 2n (n−1)-fețe | 2n 0-fețe, ... {\displaystyle 2^{k+1}{n \choose k+1}} k-fețe ..., 2n (n−1)-fețe |

Vârfurile aliniate pe axa ortoplexlui sunt la distanțe egale de celelalte vârfuri. Conjectura Kusner afirmă că această mulțime de 2d puncte este cea mai mare posibilă pentru acestă distanță.

## Ortoplexuri generalizate
Politopurile complexe⁠(d) regulate, numite și ortoplexuri generalizate, pot fi definite în spațiul Hilbert complex, βp
n = 2{3}2{3}...2{4}p, sau …. Există soluții reale pentru p = 2, de exemplu β2
n = βn = 2{3}2{3}...2{4}2 = {3,3,..,4}. Pentru p > 2 ele există în {\displaystyle \mathbb {\mathbb {C} } ^{n}}. Un p-generalizat n-ortoplex are pn vârfuri. Ortoplexurile generalizate au simplexuri (reale) ca fațete. Ortoplexurile generalizate produc grafuri multipartite⁠(d), βp
2 produce Kp,p pentru un graf bipartit complet, βp
3 produce Kp,p,p pentru grafuri tripartite complete. βp
n produce Kpn. Se poate face o proiecție ortogonală care arată toate vârfurile egal distanțate pe un cerc, cu toate perechile de vârfuri conectate, cu exccepția multiplilor de n. Poligonul regulat de pe perimetrul acestor proiecții ortogonale este numit poligon Petrie.
|                                  | p=2                                                    |                                             | p=3                                    | p=4                                    | p=5                                    | p=6                                    | p=7                                    | p=8                                    |
| -------------------------------- | ------------------------------------------------------ | ------------------------------------------- | -------------------------------------- | -------------------------------------- | -------------------------------------- | -------------------------------------- | -------------------------------------- | -------------------------------------- |
| {\displaystyle \mathbb {R} ^{2}} | · 2{4}2 = {4} = · K2,2                                 | {\displaystyle \mathbb {\mathbb {C} } ^{2}} | · 2{4}3 = · K3,3                       | · 2{4}4 = · K4,4                       | · 2{4}5 = · K5,5                       | · 2{4}6 = · K6,6                       | · 2{4}7 = · K7,7                       | · 2{4}8 = · K8,8                       |
| {\displaystyle \mathbb {R} ^{3}} | · 2{3}2{4}2 = {3,4} = · K2,2,2                         | {\displaystyle \mathbb {\mathbb {C} } ^{3}} | · 2{3}2{4}3 = · K3,3,3                 | · 2{3}2{4}4 = · K4,4,4                 | · 2{3}2{4}5 = · K5,5,5                 | · 2{3}2{4}6 = · K6,6,6                 | · 2{3}2{4}7 = · K7,7,7                 | · 2{3}2{4}8 = · K8,8,8                 |
| {\displaystyle \mathbb {R} ^{4}} | · 2{3}2{3}2 · {3,3,4} = · K2,2,2,2                     | {\displaystyle \mathbb {\mathbb {C} } ^{4}} | · 2{3}2{3}2{4}3 · K3,3,3,3             | · 2{3}2{3}2{4}4 · K4,4,4,4             | · 2{3}2{3}2{4}5 · K5,5,5,5             | · 2{3}2{3}2{4}6 · K6,6,6,6             | · 2{3}2{3}2{4}7 · K7,7,7,7             | · 2{3}2{3}2{4}8 · K8,8,8,8             |
| {\displaystyle \mathbb {R} ^{5}} | · 2{3}2{3}2{3}2{4}2 · {3,3,3,4} = · K2,2,2,2,2         | {\displaystyle \mathbb {\mathbb {C} } ^{5}} | · 2{3}2{3}2{3}2{4}3 · K3,3,3,3,3       | · 2{3}2{3}2{3}2{4}4 · K4,4,4,4,4       | · 2{3}2{3}2{3}2{4}5 · K5,5,5,5,5       | · 2{3}2{3}2{3}2{4}6 · K6,6,6,6,6       | · 2{3}2{3}2{3}2{4}7 · K7,7,7,7,7       | · 2{3}2{3}2{3}2{4}8 · K8,8,8,8,8       |
| {\displaystyle \mathbb {R} ^{6}} | · 2{3}2{3}2{3}2{3}2{4}2 · {3,3,3,3,4} = · K2,2,2,2,2,2 | {\displaystyle \mathbb {\mathbb {C} } ^{6}} | · 2{3}2{3}2{3}2{3}2{4}3 · K3,3,3,3,3,3 | · 2{3}2{3}2{3}2{3}2{4}4 · K4,4,4,4,4,4 | · 2{3}2{3}2{3}2{3}2{4}5 · K5,5,5,5,5,5 | · 2{3}2{3}2{3}2{3}2{4}6 · K6,6,6,6,6,6 | · 2{3}2{3}2{3}2{3}2{4}7 · K7,7,7,7,7,7 | · 2{3}2{3}2{3}2{3}2{4}8 · K8,8,8,8,8,8 |

## Familii de politopuri conexe
Ortoplexurile se pot combina cu hipercuburile lor duale pentru a forma politopuri compuse:
- În două dimensiuni se obține octagrama {8⁄2},
- În trei dimensiuni se obține compusul de cub și octaedru,
- În patru dimensiuni se obține compusul de tesseract și 16-celule.